# Srebro acetilid
Srebro acetilid ili Srebrni acetilid je neorgansko hemijsko jedinjenje sa formulom Ag2C2 i ima molekulsku masu od 239,758 . Jedinjenje se može smatrati solju slabe kiseline acetilena. Anjon soli se sastoji od dva atoma ugljenika povezana trostrukom vezom. Alternativni naziv "srebrni karbid" se retko koristi, iako se analogno jedinjenje kalcijuma CaC2 naziva kalcijum karbid. Srebrni acetilid je primarni eksploziv.
Srebrni acetilid je eksploziv osetljiv na toplotu i udar sa neobičnim svojstvom da njegovo paljenje ne daje gas:
Ag2C2(s) → 2 Ag(s) + 2 C(s)
Brzina detonacije srebrnog acetilida je 4000 m/s.

## Osobine
| Osobina                  | Vrednost |
| ------------------------ | -------- |
| Broj akceptora vodonika  | 0        |
| Broj donora vodonika     | 0        |
| Broj rotacionih veza     | 0        |
| Particioni koeficijent ( | 0,0      |
| Rastvorljivost (logS, log(mol/L))       | 3,5      |
| Polarna površina (PSA, Å2)  | 117,1    |

## Hemijska svojstva
Acetilen se proizvodi dejstvom vode na kalcijum karbid. Atomi vodonika u molekulu acetilena su veoma pokretni, tako da se lako mogu zameniti metalima. Acetilen se propušta kroz rastvor amonijaka srebrnog oksida. Formira se beli talog - srebrni acetilenid.
{\displaystyle {\mathsf {HC\equiv CH+2[Ag(NH_{3})_{2}]OH\longrightarrow AgC\equiv CAg\!\downarrow +\ 4NH_{3}\!\uparrow +\ 2H_{2}O}}}
Osušeni acetilenid srebra je veoma opasan eksploziv. Uništava se tretmanom koncentrovanom hlorovodoničnom kiselinom, ređe amonijum sulfidom:
{\displaystyle {\mathsf {AgC\equiv CAg+2HCl\longrightarrow HC\equiv CH\!\uparrow +\ 2AgCl\!\downarrow }}}
{\displaystyle {\mathsf {AgC\equiv CAg+(NH_{4})_{2}S\longrightarrow HC\equiv CH\!\uparrow +\ Ag_{2}S\!\downarrow +\ 2NH_{3}\!\uparrow }}}

## Sinteza
Srebrni acetilid se može proizvesti propuštanjem gasa acetilena kroz rastvor srebrovog nitrata:
2 AgNO
3 (aq) + C
2H
2 (g) → Ag
2C
2 (s) + 2 HNO
3 (aq)
Reakcioni proizvod je sivkast do beli talog. Ovo je ista sinteza iz Berteloa u kojoj je prvi pronašao acetilid srebra 1866.
Dvostruka so se formira u kiselim ili neutralnim rastvorima srebrovog nitrata. Izvođenje sinteze u bazičnom rastvoru amonijaka ne dozvoljava formiranje dvostruke soli, stvarajući čisti acetilid srebra. Da bi se pravilno formirala dvostruka so, gas acetilen se propušta kroz razblaženi rastvor srebrovog nitrata i azotne kiseline. Umesto konvencionalne sinteze propuštanja gasa acetilena kroz rastvor srebrnog nitrata, čistiji i belji talog se može formirati propuštanjem gasa acetilena kroz aceton i dodavanjem rastvora acetilena kap po kap u razblaženi rastvor srebrovog nitrata i azotne kiseline. Reakcija je izvedena na sobnoj temperaturi.
Srebrni acetilid se može formirati na površini srebra ili legura sa visokim sadržajem srebra, npr. u cevima koje se koriste za transport acetilena, ako je korišćeno srebrno lemljenje u njihovim spojevima.

## Eksplozivni karakter
Čisti srebrni acetilid je primarni eksploziv osetljiv na toplotu i udar. Srebrni acetilid se može proizvesti propuštanjem etina kroz rastvor srebrovog nitrata i razlaže se reakcijom:
Ag
2C
2 (s) → 2 Ag (s) + 2 C (s)
Proizvod reakcije je sivkasto-beli talog. Iz ove sinteze je Marselin Bertelo 1866. godine pronašao acetilid srebra..
Brzina detonacije dvostruke soli srebro acetilid-srebro nitrat je 1980 m/s, dok je čista acetilida srebra 1200 m/s.

## Aplikacija
Koristi se u eksplozivima, u detonatorima.

## Rastvorljivost
Srebrni acetilid nije rastvorljiv u vodi i nije značajno rastvorljiv ni u jednom drugom rastvaraču.

## Bezbednost
Kao i sve soli srebra, acetilid srebra je toksičan.

## Literatura
- Clayden, Jonathan; Greeves, Nick; Warren, Stuart; Wothers, Peter (2001). Organic Chemistry (I изд.). Oxford University Press. ISBN 978-0-19-850346-0.
- Smith, Michael B.; March, Jerry (2007). Advanced Organic Chemistry: Reactions, Mechanisms, and Structure (6th изд.). New York: Wiley-Interscience. ISBN 0-471-72091-7.

## Dodatna literatura
- Paul Hölemann, Rolf Hasselmann: Die Anreicherung von Phosphor- und Schwefelverunreinigungen in Acetylen-Flaschen. Westdt. Verlag, 1959.
- Paul Hölemann, Rolf Hasselmann: Die Abhängigkeit des Volumens gesättigter Acetylen-Aceton-Lösungen von Temperatur und Konzentration. Westdt. Verlag, 1959.
- Paul Hölemann, Rolf Hasselmann: Bestimmung des Dampfdruckes und der Verdampfungswärme von flüssigem Acetylen. Westdt. Verlag, 1959.
- Paul Hölemann, Rolf Hasselmann: Die Druckabhängigkeit der Zündgrenzen von Acetylen-Sauerstoffgemischen. Westdt. Verlag, 1961.
- Alfred Stettbacher: Die Schieß- und Sprengstoffe. Leipzig 1933.

## Spoljašnje veze
- Получение ацетиленида серебра